# Karbamoylfosfát
Karbamoylfosfát je biologicky významný aniont, meziprodukt metabolismu dusíku u savců a plazů. Objevuje se v močovinovém cyklu a v syntéze pyrimidinů.

## Tvorba
Karbamoylfosfát se vytváří z hydrogenuhličitanového aniontu, amoniaku (získaného z glutaminu a glutamátu) a fosfátu (z ATP). Syntézu katalyzuje enzym karbamoylfosfátsyntetáza:
- HCO −
3  + ATP → ADP + HO–C(O)–OPO 2−
3  (karboxylfosfát)
- HO–C(O)–OPO 2−
3  + NH3 + OH− → HPO 2−
4  + −O-C(O)NH2 + H2O
- −O-C(O)NH2 + ATP → ADP + 2HNC(O)PO 2−
3